# Corte suprema di giustizia della Repubblica di Moldavia
La Corte suprema di giustizia della Repubblica di Moldavia (in romeno: Curtea Supremă de Justiţie a Republicii Moldova) è la corte di ultima istanza della Moldavia; quale corte di legittimità, garantisce la corretta e uniforme applicazione delle norme da parte dei giudici di merito.